# Райс (озеро, Онтарио)
Райс (англ. Rice Lake) — озеро в округах Нортамберленд и Питерборо (Онтарио, Канада). Входит в группу озёр Кауарта и является самым юго-восточным из них. Озеро вытянуто с юго-запада на северо-восток на 31,5 км, максимальная ширина не превышает 4,6 км, максимальная глубина 8,2 метров. Впадающие реки — Отонаби и Индиан, вытекающая — Трент. В 15 километрах южнее Райса находится озеро Онтарио — 5-е по площади озеро США и 7-е по площади озеро Канады. Южная и восточная части озеро вплотную примыкают к морене Оак-Риджес. На северном берегу озера находится парк Серпент-Маундс.
На языке местных индейцев озеро называется Пемадашдакота, что означает «Озеро пылающих равнин». Английское название Райс было дано озеру европейскими первопроходцами, так как индейцы в больших количествах выращивали здесь рис.
В озере много рыбы, особо рыбаками ценятся водящиеся здесь в изобилии светлопёрый судак и щука-маскинонг.
Острова озера: Кау (Коровий), Блэк (Чёрный), Аппер-Фоли, Лоуэр-Фоли, Грассхоппер (Кузнечиков), Ист-Грейп (Восточный Виноградный), Уэст-Грейп (Западный Виноградный), Хармони (Гармония), Харрис, Хикори (Гикори), Лонг (Длинный), Маргарет, Подош, Рэк, Шип (Овечий), Спук (Привидений), Ист-Шугар (Восточный Сахарный), Уэст-Шугар (Западный Сахарный), Тик, Уайтс.
Населённые пункты на берегу озера: Бьюдли, Хэмилтон, Хастингс, Каван-Монаган, Алнуик-Халдиманд, Отонаби–Саут Монаган.